# 1942 في تركيا
فيما يلي قوائم الأحداث التي وقعت خلال عام 1942 في تركيا.

## سياسة

### تعيين في المنصب
- 14 يناير – محمد شرف الدين يالتقايا رئيس منظمة الشؤون الدينية التركية ‏.

## مواليد

### يناير
- 1 يناير – تامر إيجيت ممثل تركي.
- 1 يناير – سولماز أونايدن دبلوماسية تركية.
- 1 يناير – صبري دينو لاعب كرة قدم تركي.
- 7 يناير – إيبك أونجون كاتبة تركية.

### فبراير
- 15 فبراير – صادق البيرق صحفي تركي.

### مارس
- 12 مارس – سيلال سندل
- 18 مارس – بريهان الرومية
- 19 مارس – إيشيك ينرسو ممثلة تركية.
- 26 مارس – عائشة جول دفريم ممثلة تركية.

### أبريل
- 1 أبريل – سافاش دينسيل ممثل تركي.

### يونيو
- 17 يونيو – دوغو برينجك سياسي تركي.
- 18 يونيو – جمشيد ممتاز قانوني إيراني.

### أغسطس
- 15 أغسطس – سيفدا فيرداغ ممثلة تركية.
- 30 أغسطس – ظافر أرجين ممثل تركي.

### نوفمبر
- 10 نوفمبر – نوري أوك قاضي تركي.

## وفيات

### مايو
- 27 مايو – محمد حمدي يازر (مواليد 1878)